# 稲叢山
稲叢山（いなむらやま）は、四国山地西部に属する山である。新日本百名山および四国百名山に選定されている。山名は頂上が稲に似た叢（くさむら）に覆われていたことに由来する。

## 概要
随所に垂直に切り立った急峻な絶壁が見られる山容であり「鬼城山」とも呼ばれ、登山道途中には鎖場もある。山腹はブナ林で覆われ、5月にはアケボノツツジが開花する。
稲叢山周辺には平家の落人伝説もあり、山頂には祠が祀られる。稲叢山の南西側の戸中山(1,261m)山麓の標高800m付近には戸中村があり、江戸時代には内番所が設けられていた。この戸中地区はかつて安徳天皇が潜幸した伝説で知られ、吾川郡に通ずる街道筋であり木の根が張り出す難所が多く「木の根三里」とも呼ばれたが、現在では街道筋の大半が大橋ダムに沈む。
山頂には二等三角点、「稲村ケ台」が設置されている。南東側山腹には稲村ダムがある。山頂からの見晴らしは良好で、石鎚山、瓶ヶ森および笹ヶ峰など石鎚山脈の山々や太平洋などを望む。

## 登山ルート
稲村ダム建設以前は人を寄せ付けない山とされてきたが、ダムから洞窟ルートおよび小道ルートが整備され、今日では手軽な登山となっている。

## ギャラリー

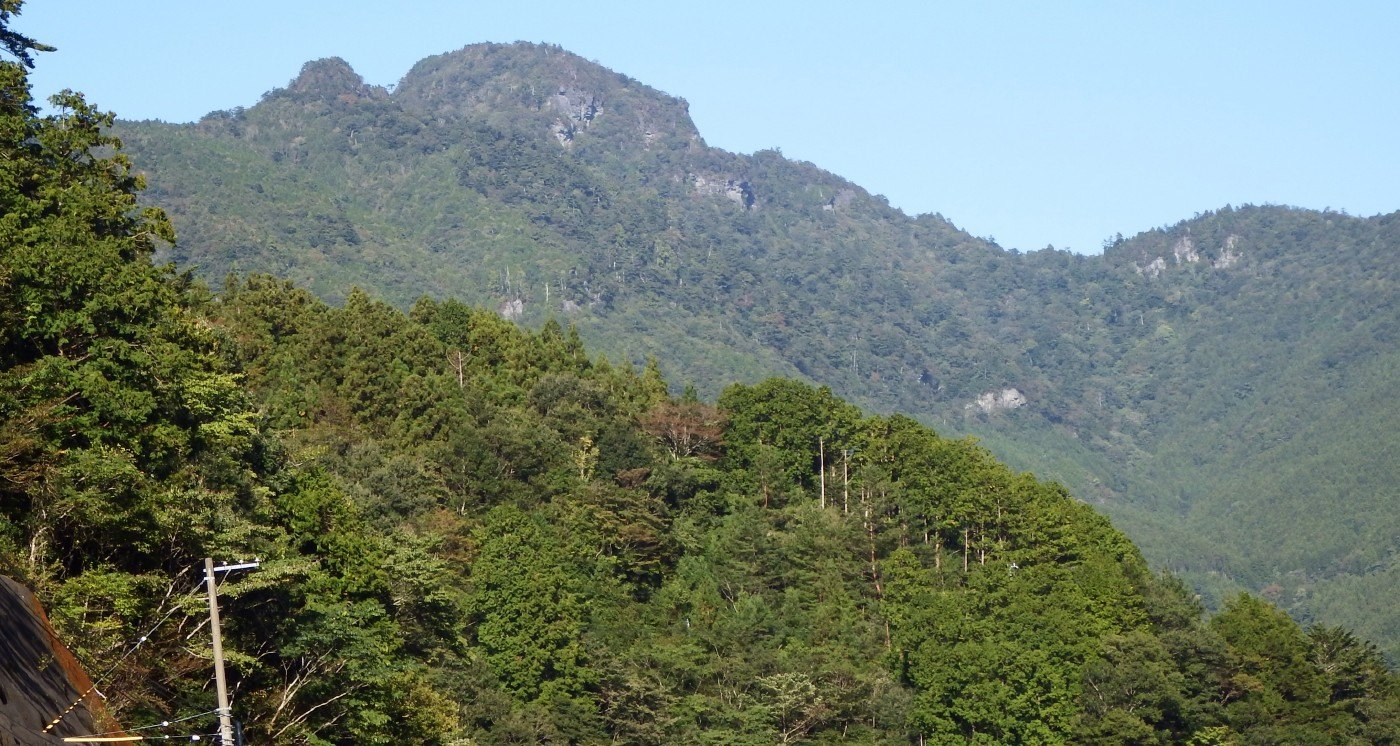
国道194号から見える
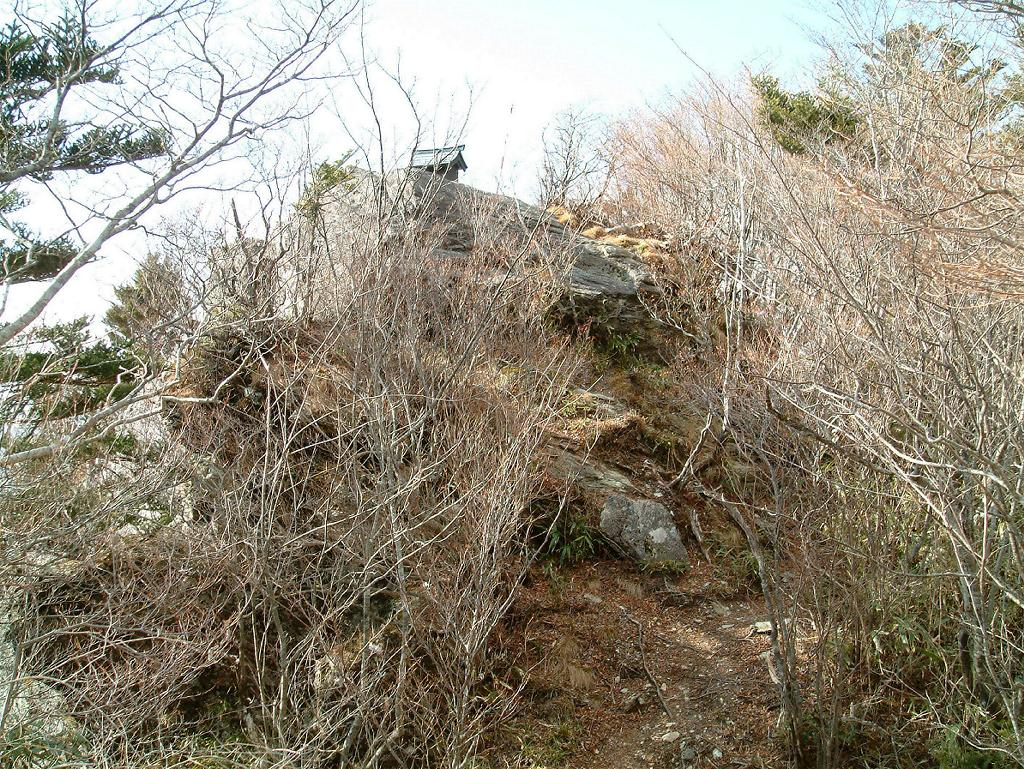
頂上は目前
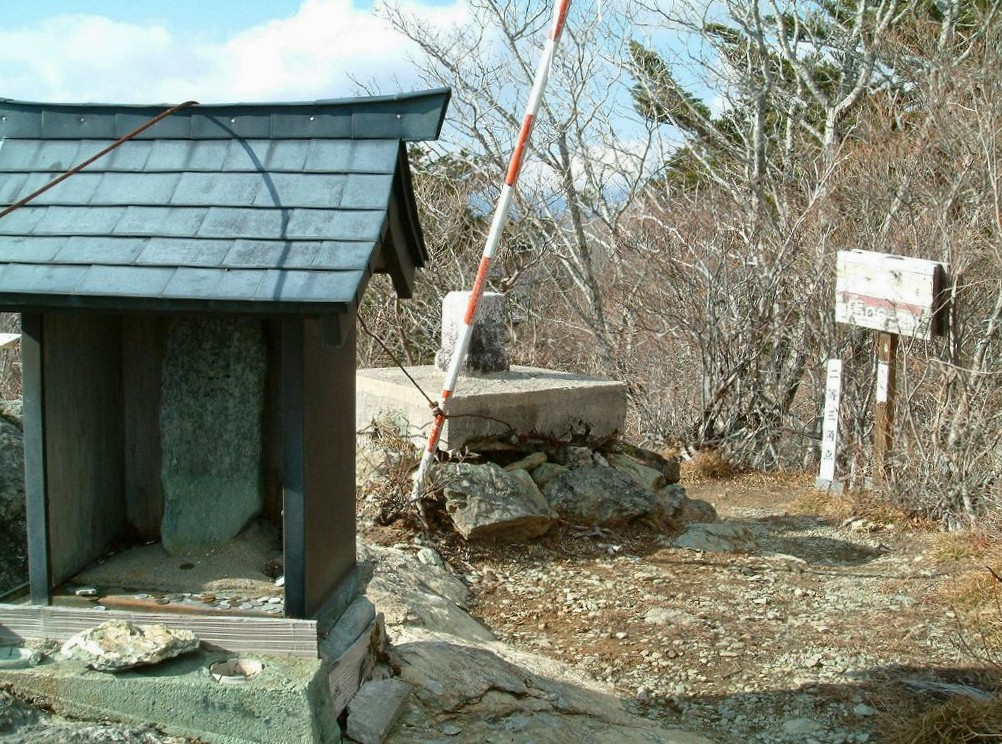
頂上
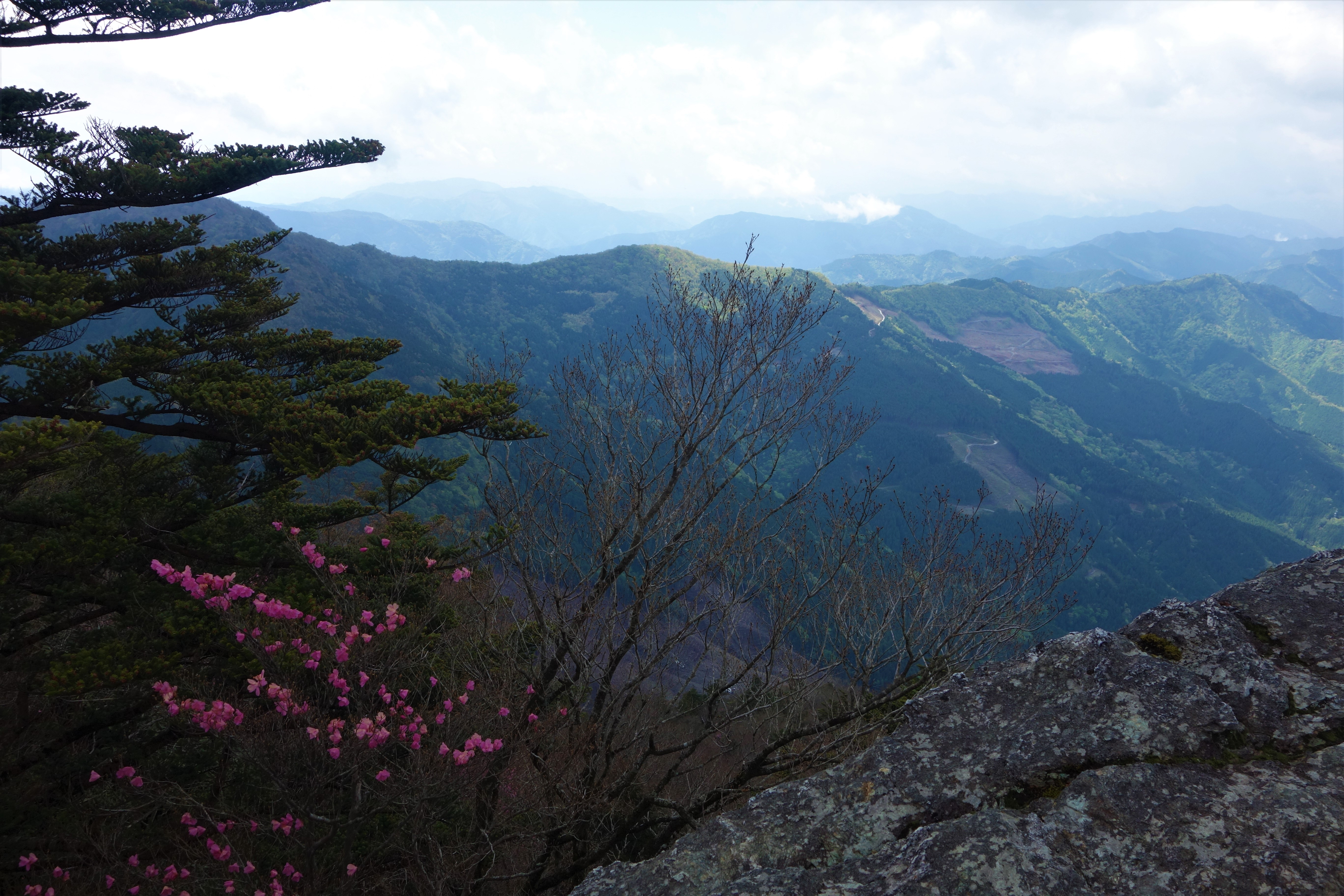
稲叢山山頂からの景色
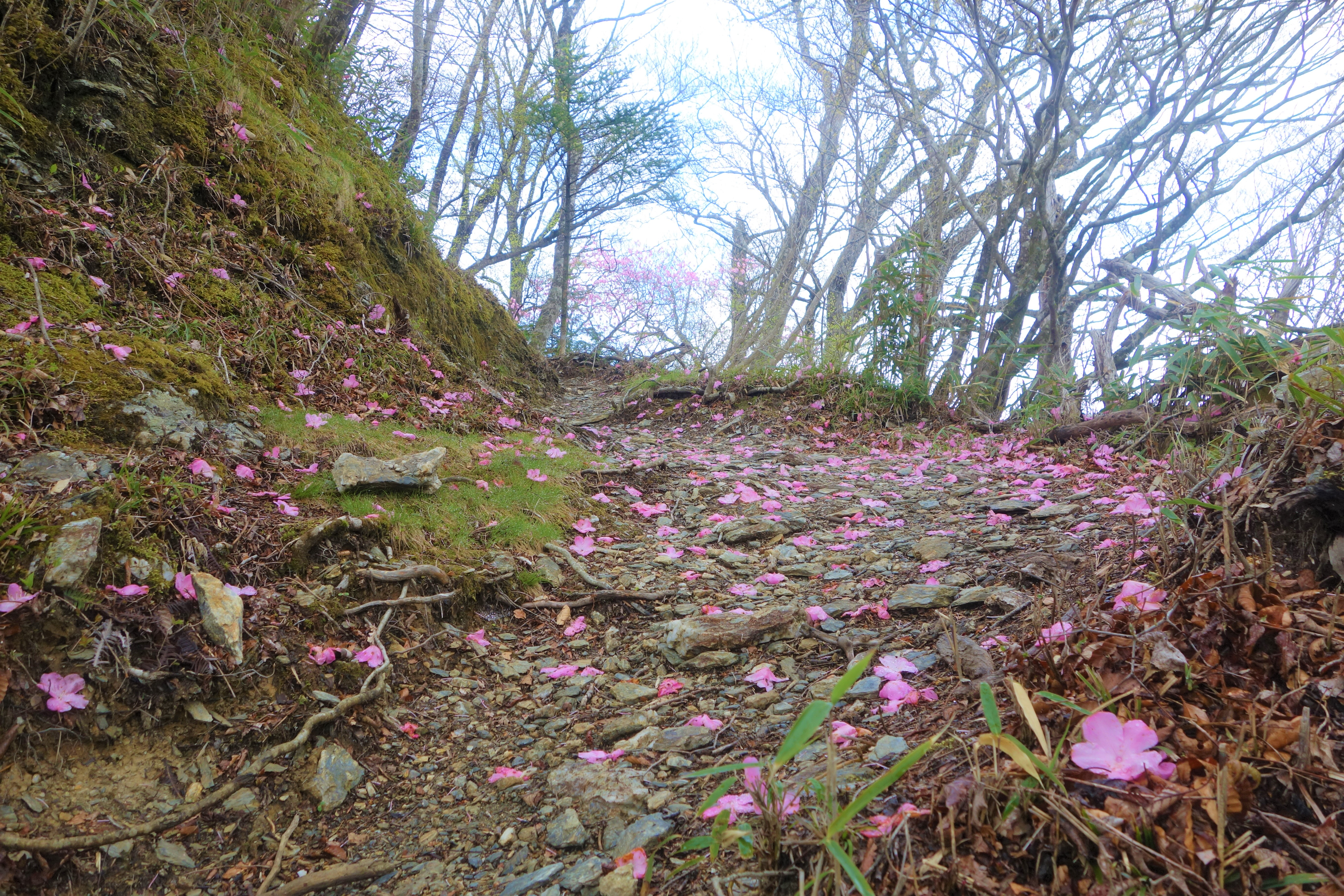
アケボノツツジの絨毯となった登山道
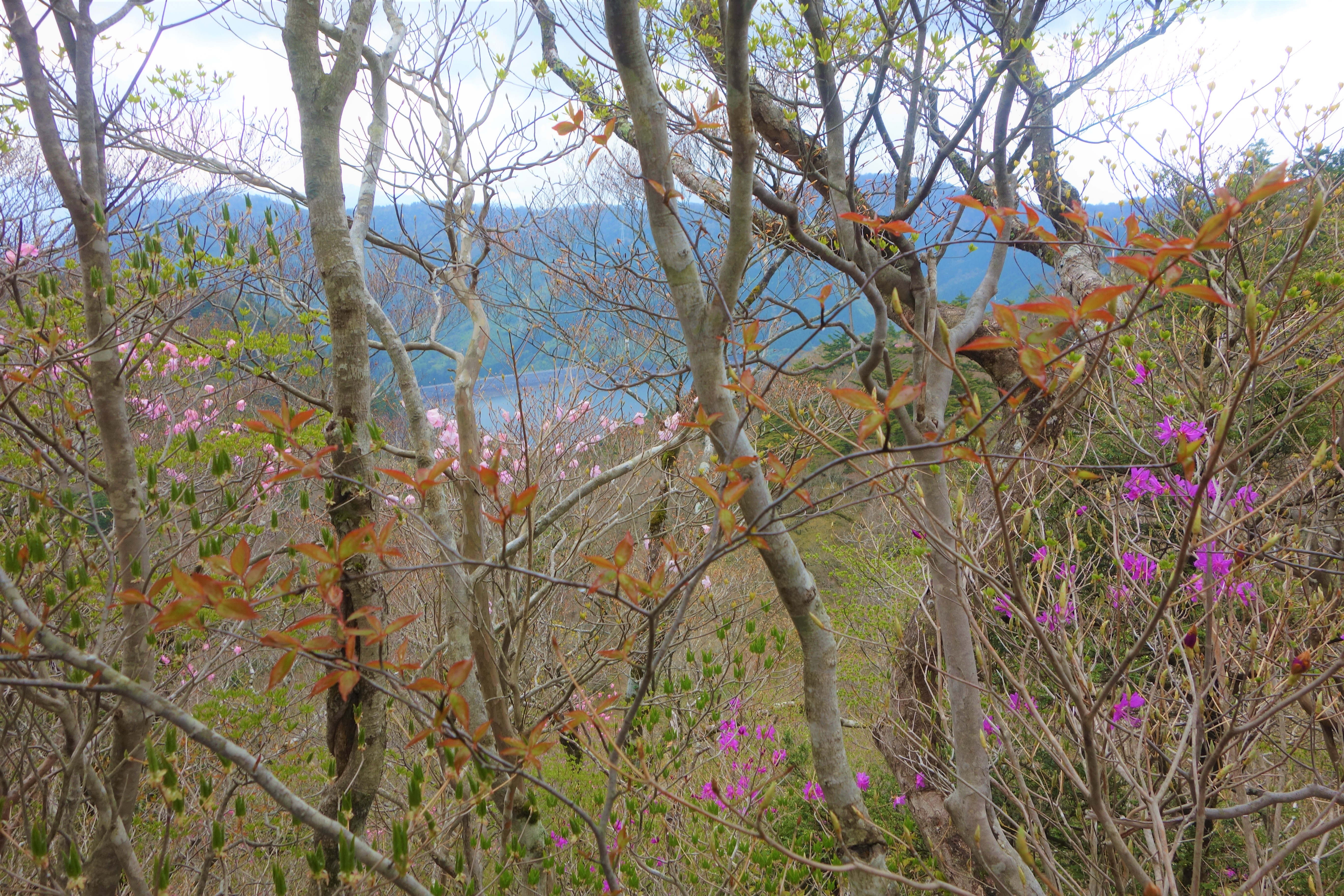
稲叢山のアケボノツツジとミツバツツジ
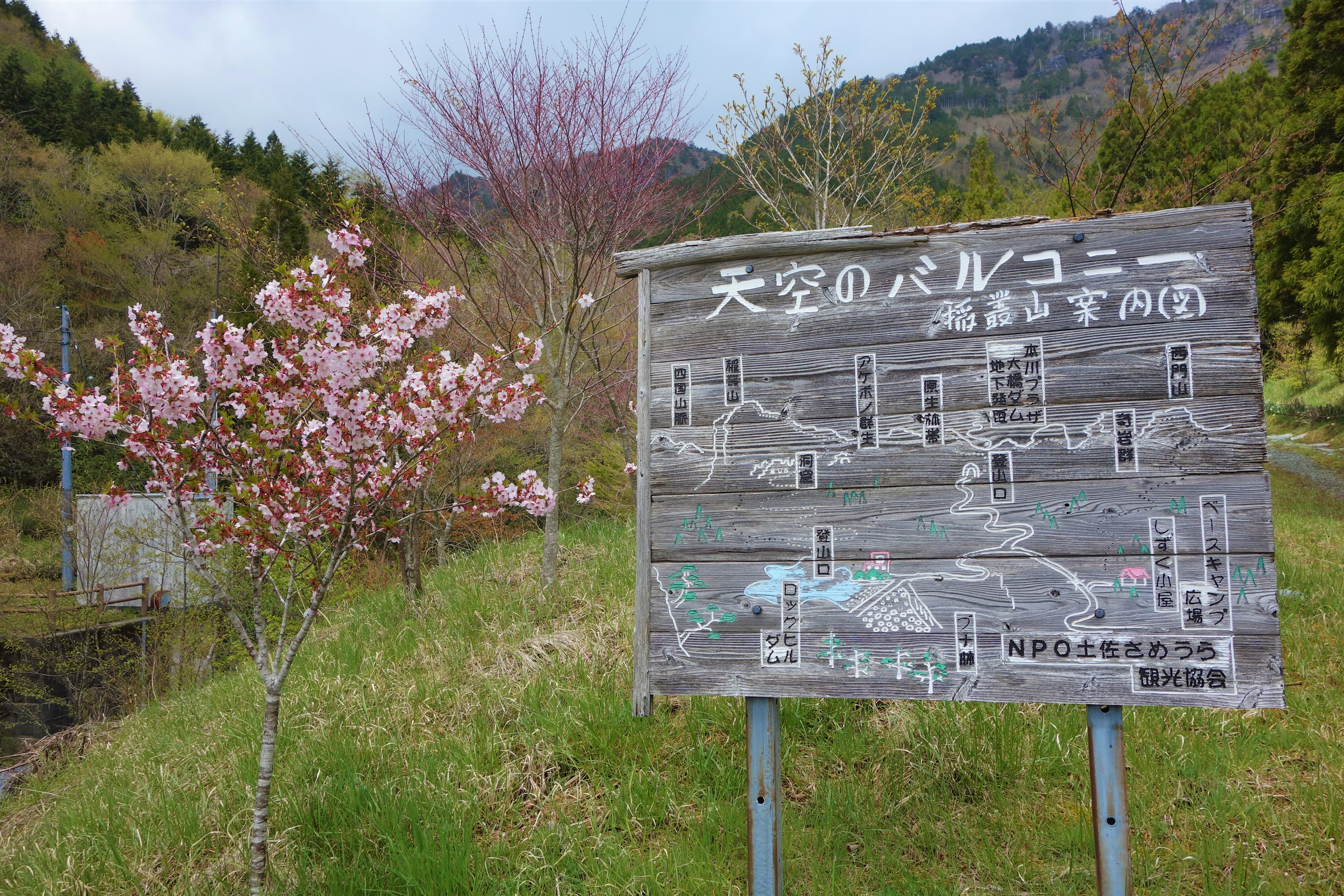
天空のバルコニー
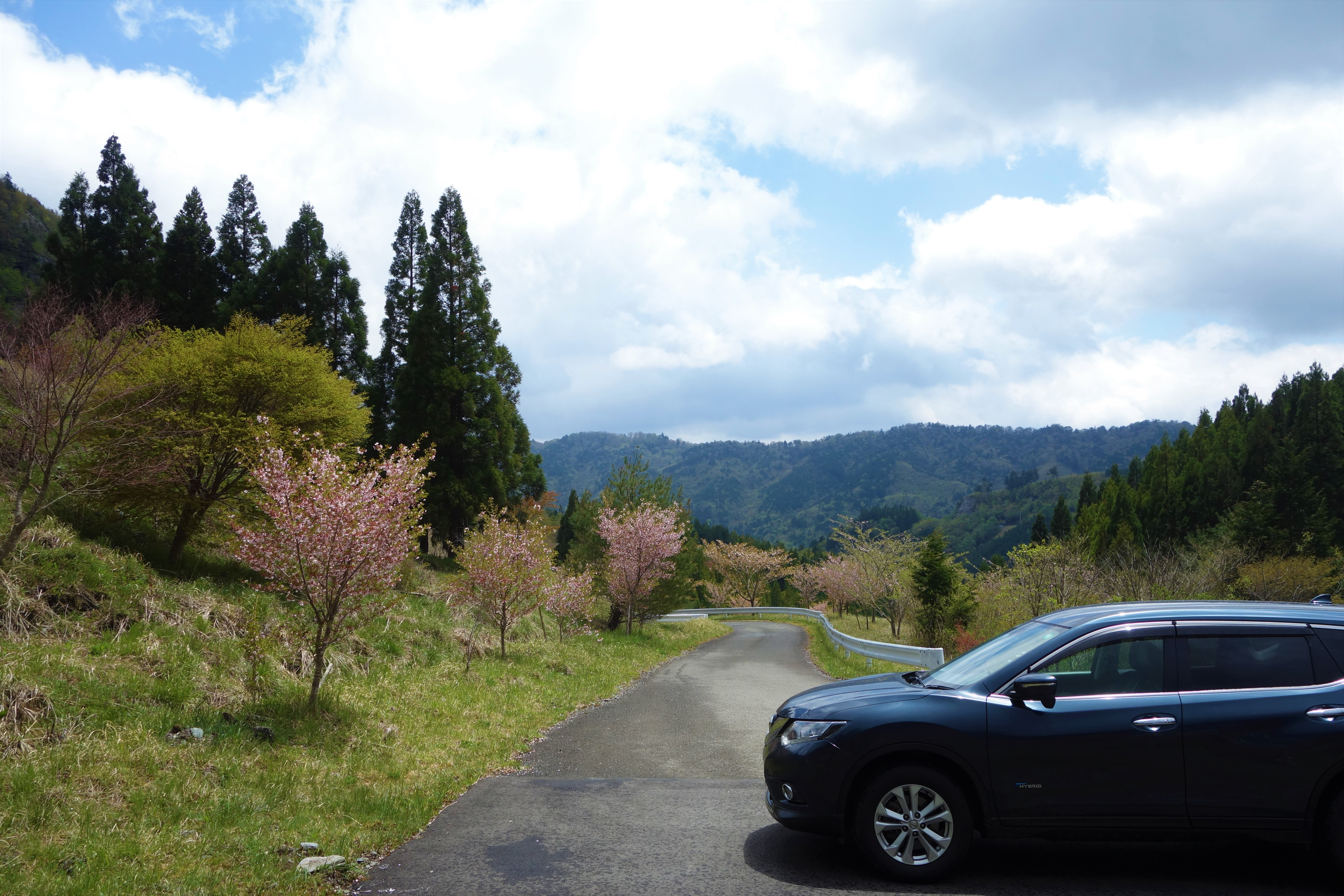
稲叢山遅咲きの桜
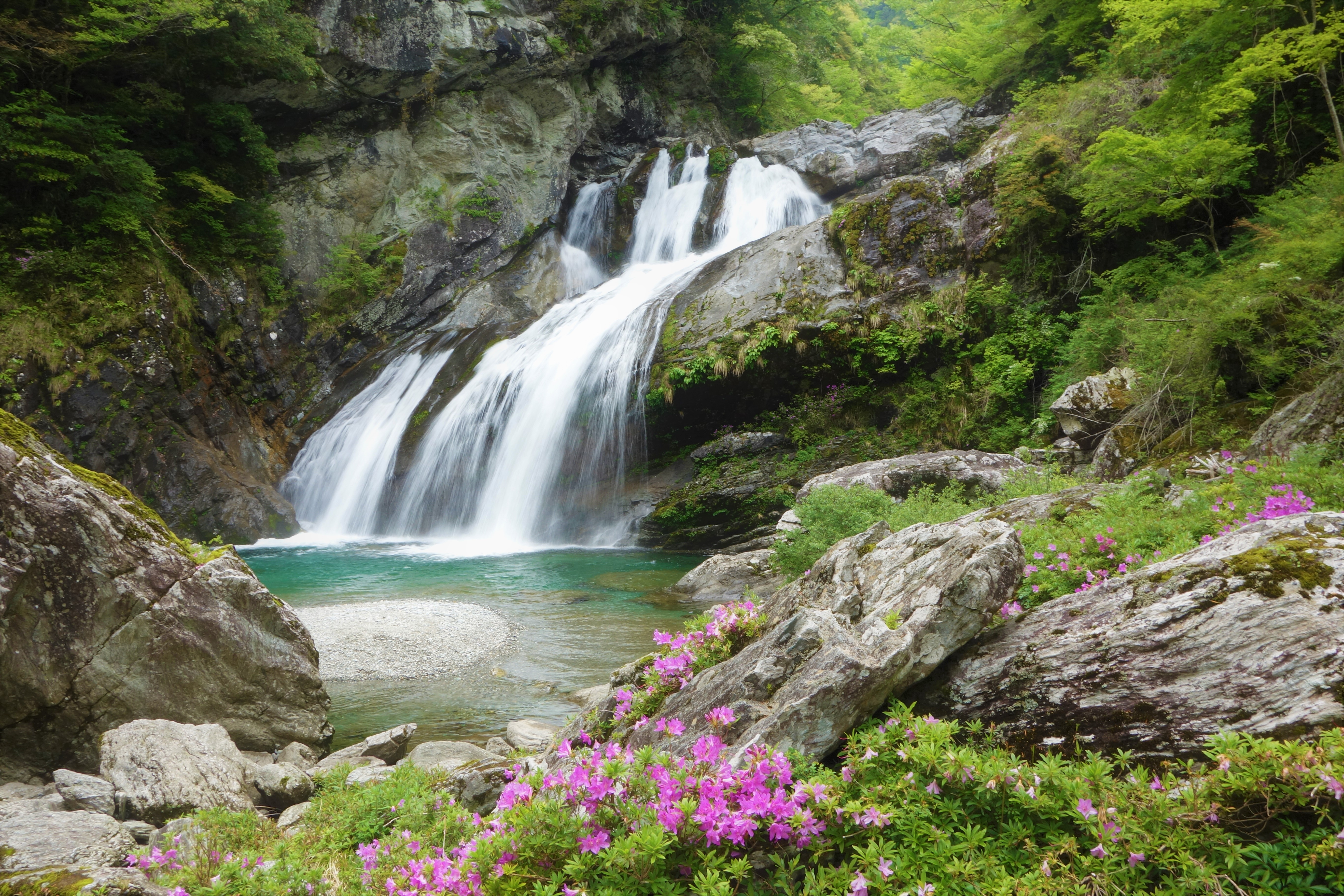
アメガエリの滝
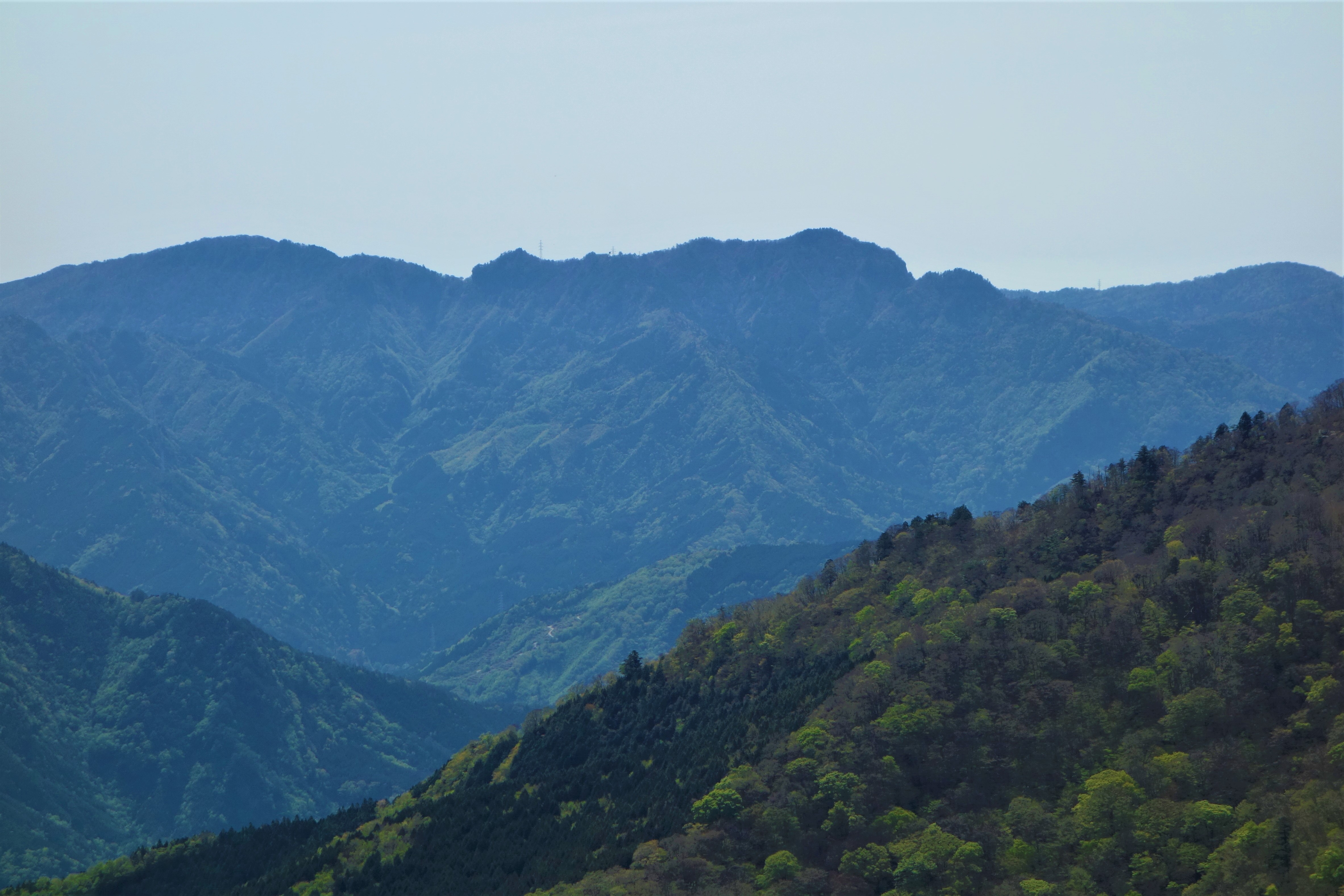
桑瀬峠付近からの稲叢山